# María Nsué Angüe

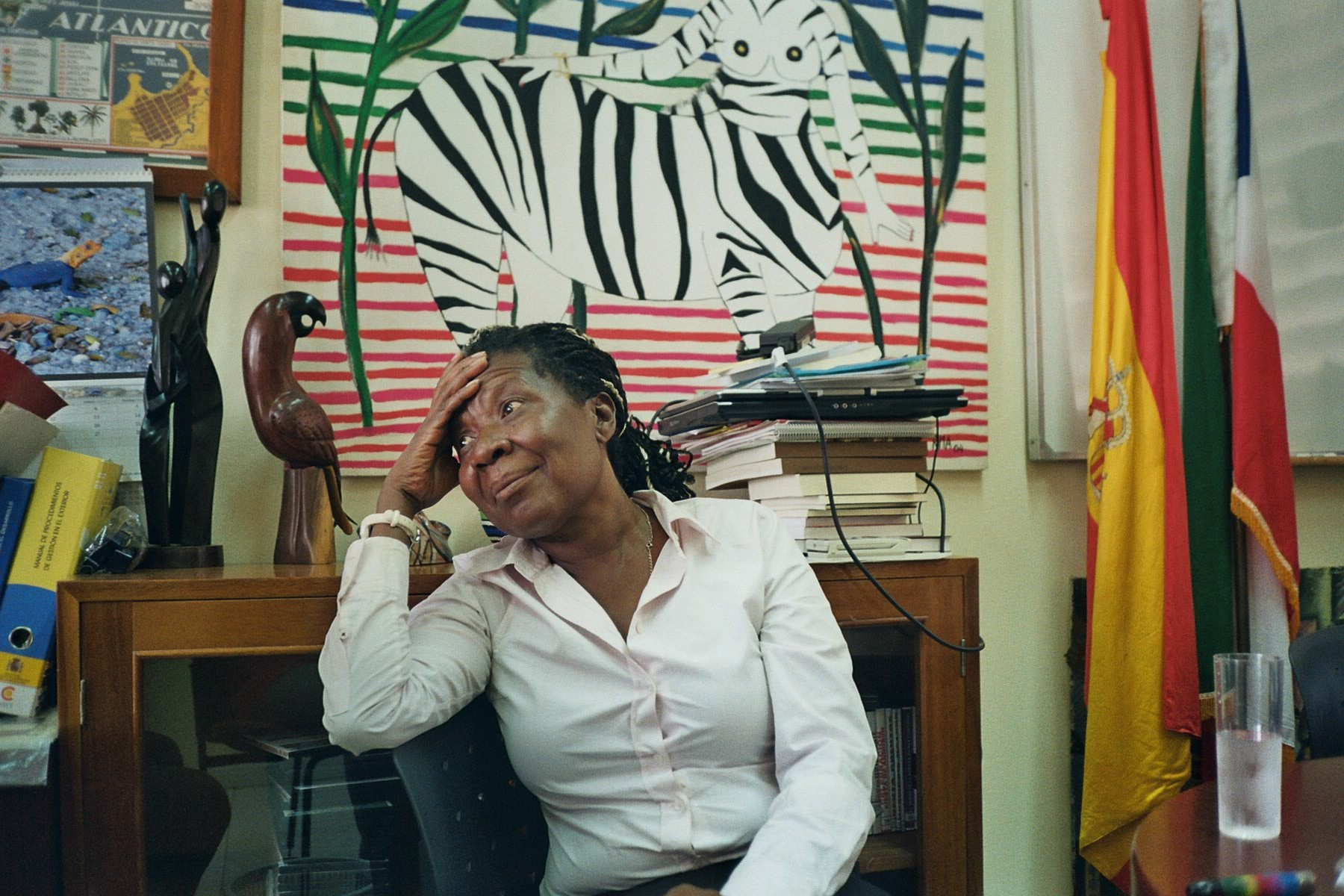
María Nsué Angüe

María Nsué Angüe (* 1945 oder 1948 in Ebebiyín oder Bidabidjam, Kié-Ntem, Spanisch-Guinea; † 18. Januar 2017 in Malabo, Äquatorialguinea) war eine äquatorialguineische Schriftstellerin und Journalistin.

## Leben

### Jugend und Ausbildung
María Nsué Angüe wurde 1945 in einem Gefängnis in der nordöstlichen Stadt Ebebiyín der damaligen spanischen Kolonie Guinea (heute Äquatorialguinea) geboren. Ihre Eltern, beide den Fang angehörig, waren wegen ihrer politischen Ansicht inhaftiert. Ihr Vater soll Diplomat gewesen sein.
Im Alter von acht Jahren zog sie mit ihren beiden Eltern nach Madrid. Dort schloss Angüe ihre Schulausbildung ab und studierte zunächst Journalismus am Instituto Lope de Vega. Während ihres Studiums entdeckte sie ihre Leidenschaft fürs Schreiben und begann ihre schriftstellerische Tätigkeit. Anschließend arbeitete sie kurzzeitig in Addis Ababa, bevor sie im Alter von 21 Jahren zurück in ihr Heimatland zog. Dort arbeitete Angüe zunächst für einen Radiosender und später für das Ministerium für Kultur und Bildung.

### Schriftstellerische Tätigkeit
1985 veröffentlichte die Universidad Nacional de Educación a Distancia ihr Werk Ekomo. Sie war damit die erste Frau Äquatorialguineas, die ein Buch veröffentlichte. Das Werk handelt vom Leben und Tod eines Mannes der Fang, erzählt aus der Perspektive seiner Ehefrau. Das Werk ist größtenteils in klassischem Hochspanisch geschrieben und besitzt nur wenige Guineaismen, lehnt sich aber an die epische Erzähltradition der Fang an. Es wurde 1995 unter dem Titel „Ekomo: Au cœur de la forêt guinéenne“ auch ins Französische übersetzt. 2017 publizierte SIAL Ediciones (Madrid) eine zweite Ausgabe von Ekomo im spanischen Original.
Angüe veröffentlichte auch verschiedene Gedichte und Kurzgeschichten beim Centro Cultural Hispano-Guineano in Malabo.
María Nsué Angüe lebte in Malabo und Madrid und arbeitete als Journalistin für spanische und äquatorialguineische Zeitungen.

### Privat
Angüe war Witwe und Mutter dreier Kinder. Sie starb am 18. Januar 2017 im Krankenhaus La Paz de Sipopo (Malabo).

## Werke
- Alfa y Omega y Sombras, en: Antología de la literatura guineana, ed. Donato Ndongo Bidyogo, Editora Nacional, Madrid 1984 (pp. 100–101).
- Ekomo, UNED, Madrid 1985.
- Delirios, en: África 2000, número 15, Centro Cultural Hispano-Guineano, Malabo 1991 (pp 27–29).
- Ekomo au cœur de la forêt guinéenne, L’Harmattan, versión francesa traducida por Françoise Harraca, Paris 1995.
- Cuentos de la Vieja Noa (Relatos), Centro Cultural Hispano-Guineano, Malabo 1999.
- Adugu, en: Literatura de Guinea Ecuatorial – Antología, ed. Donato Ndongo Bidyogo y Mbaré Ngom Faye, Sial Ediciones, Madrid 2000 (pp. 369–373).
- Ekomo, 2a edición, Sial Ediciones, Madrid 2007.